# اريك كولينز
اريك كولينز (بالإنجليزية: Eric Collins)‏ هو صحفي رياضي أمريكي، ولد في 16 يونيو 1969.